# Órgano sensorial
Los órganos sensoriales  son órganos de los sentidos, que son sensibles a varios tipos de estímulos del medio externo e interno. Los órganos sensoriales  forman parte del sistema sensorial que transforman los estímulos percibidos en impulsos nerviosos que se transmiten al cerebro donde son interpretados para obtener información del entorno y generar una respuesta adecuada.
 Hay órganos sensoriales externos, que obtienen información del mundo exterior, como la lengua, la piel, la nariz, los ojos, el oído. Al mismo tiempo, se necesita recibir información del funcionamiento de los órganos internos, por ejemplo a través de los nervios o de los órganos neurohemáticos circunventriculares en los ventrículos cerebrales, para entre todos propiciar el estado de equilibrio metabólico llamado homeostasis.

Los ojos reciben y transforman energía en forma de luz. Los oídos captan y perciben energía en forma de sonido. La piel es sensible a la energía que llega al cuerpo mediante la temperatura, la presión y el contacto. Las reacciones químicas que se producen en la lengua y en la nariz provocan a su vez reacciones eléctricas que finalmente se traducen en gusto y olfato. Los órganos neurohemáticos perciben estímulos químicos en forma de concentraciones de hormonas y otras moléculas.

## Receptores
Los órganos sensoriales tienen distintos receptores que se pueden clasificar según la procedencia de los estímulos en:
- Exteroceptores: los ojos y los oídos. Reciben estímulos externos como los cambios en el ambiente.
- Visceroreceptores o interceptores: se localizan en el interior del cuerpo y son estimulados por actividades que se realizan en las vísceras.
- Propioreceptores: se ubican en músculos, tendones, articulaciones, oído interno y el neurohemático. Reciben estímulos procedentes de músculos y zonas adyacentes, como articulaciones.

Los receptores también se clasifican de acuerdo con el tipo de estímulo al que son sensibles en:
- Quimiorreceptores: Se estimulan con las sustancias químicas en solución, como en los sentidos del gusto, el olfato y el neurohemático.
- Mecanorreceptores: Se estimulan con las presiones mecánicas y el sonido, como en el sentido del tacto, del oído y del equilibrio.
- Fotorreceptores: Se estimulan por la luz y radiaciones como en la vista.
- Termorreceptores: Responden al aumento de la temperatura o la disminución de esta (calor-frío)
- Nociceptores o receptores de dolor: Responden a exceso de calor o presión o a la presencia de sustancias irritantes, produciendo una sensación desagradable conocida como dolor.

## Los sentidos
Los órganos sensoriales permiten percibir los sentidos y relacionarse con el medio ambiente.

### Sentido del olfato
El sentido del olfato está ubicado en la parte interna de la nariz, precisamente en la mucosa del epitelio olfatorio. Está formado por células ciliadas ramificadas y conectadas a los receptores de las fibras del primer par de nervios craneales (el olfatorio), que atraviesan el hueso etmoides y penetran en el bulbo olfatorio, y de ahí se conectan con la corteza cerebral.
Los receptores olfatorios son muy sensibles, ya que si son estimulados por olores poco intensos se activan. Las sustancias aromáticas desprenden partículas por lo general en estado gaseoso, que son conducidas por el aire. Al penetrar hasta la región del epitelio olfatorio , se disuelven y actúan químicamente sobre las células olfatorias. Los estímulos son conducidos al bulbo olfatorio y, por medio del primer par de nervios craneales, al cerebro.
Para apreciar olores delicados se debe aspirar con fuerza por la nariz. Si los estímulos son frecuentes e intensos, los receptores se fatigan con facilidad. Las afecciones en la mucosa nasal, los inhalantes y los olores muy intensos afectan el sentido del olfato.
Captamos estímulos producidos por la presencia de sustancias químicas del aire o en los alimentos que entran en la boca. Partes de la nariz, órgano en el que se halla el olfato:
- Fosas nasales.
- Cornetes nasales.
- Mucosa olfatoria.

### Sentido del gusto
Las cinco sensaciones básicas o primarias son (estas sensaciones se asocian y producen más sensaciones gustativas):
- Ácido.
- Dulce. Captado por las papilas gustativas " fungiformes".
- Salado.
- Amargo. Captado por las papilas gustativas "caliciformes".
- Umami.

En general existen receptores distribuidos por toda la lengua, y el mapa de la lengua en el cual la percepción de los distintos sabores se localiza en determinadas zonas de la lengua es un concepto erróneo muy común.

#### Inervación del sentido del gusto
- Relacionado con el par craneal IX y el par craneal VII bis.
- En boca, faringe y lengua se sitúan unos receptores gustativos (botones gustativos). Son quimiorreceptores.
- El nervio intermediario de Wrisberg, lleva las sensaciones a dos tercios de la parte anterior de la lengua.
- El nervio glosofaríngeo se ocupa de regular la sensibilidad de un tercio de la parte posterior de la lengua y de la sensibilidad del paladar.
- El X par tiene una función gustativa en la faringe.
- Las sensaciones del gusto llegan en principio al bulbo raquídeo y luego, de manera consciente, a la corteza cerebral.

El gusto reside en la lengua, esta contiene botones gustativos, que son los órganos sensoriales del gusto. En la superficie de la lengua hay pequeñas proyecciones o papilas, que contienen yemas o botones de tamaño microscópico y están abiertas a la superficie de la lengua por medio de poros (estas células son quimiorreceptoras).

### Sentido del oído y del equilibrio
Tiene una doble función:
- Responsable de la audición.
- Regula el sentido del equilibrio que depende del oído

Las células especializadas de la audición son los mecano-receptores (sensibles a los cambios de presión), alojadas en el oído interno. Responsables del oído y del sentido del equilibrio.

#### Anatomía
Se distinguen tres partes.
1. Oído externo
2. Oído medio
3. Oído interno: el estribo se comunica con el oído interno a través de un orificio llamado ventana oval y a través de la ventana redonda. Consta de las siguientes partes:
  1. La cóclea. Tiene forma de caracol y es la responsable de la audición.
  2. Los conductos semicirculares. Son los responsables del equilibrio.

El oído interno tiene una parte ósea que contiene un líquido llamado perilinfa y una parte membranosa que contiene un líquido que se llama endolinfa.

#### Mecanismos básicos de la audición
- El estribo entra en contacto con la ventana oval.
- La ventana oval está en contacto con la perilinfa que transmite la vibración de los huesecillos del oído medio a través de ondas (presión).
- Se produce una presión en la perilinfa de la rampa vestibular coclear.
- Se estimula la membrana de Reissner y se transmite la vibración a través de la endolinfa del conducto coclear.
- A través de receptores con células especializadas llamadas cilios se produce la excitación del órgano de Corti (órgano principal de la audición).
- El órgano de Corti transforma el impulso mecánico (ondas) en un impulso nervioso que es transmitido por el nervio coclear a la corteza temporal para tener la conciencia de oír.

#### Mecanismos básicos del equilibrio
Los responsables del sentido de equilibrio son los conductos semicirculares del oído interno orientados en todas las direcciones.
- Son tres y están alojados en el hueso temporal.
- Constan de una parte ósea (perilinfa) y una parte membranosa (endolinfa).
- Estos conductos semicirculares se comunican con el utrículo de la cóclea.
- El movimiento de la endolinfa, estimula unas neuronas especializadas que están situadas en una ampolla denominada cresta acústica que transmiten las vibraciones a través del nervio vestibular (parte que corresponde al equilibrio).

### Sentido de la vista
Consiste en la habilidad de detectar la luz y de interpretarla. La visión es propia de los animales teniendo éstos un sistema dedicado a ella llamado sistema visual. La visión artificial extiende la visión a las máquinas.
La primera parte del sistema visual se encarga de formar la imagen óptica del estímulo visual en la retina. Esta es la función que cumplen la córnea y el cristalino del ojo.
Las células de la retina forman el sistema sensorial del ojo. Las primeras en intervenir son los fotorreceptores, los cuales capturan la luz que incide sobre ellos. Sus dos tipos son los conos y los bastones. Otras células de la retina se encargan de transformar dicha luz en impulsos electroquímicos y en transportarlos hasta el nervio óptico. Desde allí, se proyectan a importantes regiones como el núcleo geniculado lateral y la corteza visual del cerebro.
En el cerebro comienza el proceso de reconstruir las distancias, colores, movimientos y formas de los objetos que nos rodean.

#### Anatomía del ojo
- Humor vítreo
- Iris
- Membrana conjuntiva
- Cristalino
- Córnea
- Procesos ciliares
- Cuerpo ciliar
- Capas del globo ocular:

1. Esclerótica. Capa externa en continuidad con la córnea. Es el blanco de los ojos. Tiene como misión proteger el ojo y sus capas internas. Contiene la conjuntiva.
2. Coroides. Capa media vascular. Termina en la parte anterior del cuerpo ciliar. Contiene plexos nerviosos y capilares responsables de la nutrición de la retina.
3. Retina. Capa interna donde se sitúan las neuronas especializadas en captar las señales luminosas (conos y bastones). Es una membrana muy fina. Esta en contacto con la coroides y el humor vítreo. Está ivernada por el nervio óptico. Es irrigada a través de la arteria central de la retina. Tiene dos capas.

- Una capa externa formada por el iris.
- Una capa interna formada de neuronas radiorreceptor que se excitan con la luz. Estas neuronas son los conos (especializados en la visión diurna) y los bastones (especializados en la visión nocturna).

En la retina, además, se encuentra:
- La papila óptica. Es de donde sale el nervio óptico. No es sensible a la luz, por lo que se utiliza como zona de exploración. En la papila óptica no existen ni conos, ni bastones.
- La fóvea central. Es la zona donde existe una mayor concentración de conos. En su interior se encuentra la mácula óptica que es centro de mayor agudeza visual.

### Sentido del tacto
El sentido del tacto es aquel que permite a los organismos percibir cualidades de los objetos y medios como la presión, temperatura, áspero o suavidad, dureza. En la piel se encuentran diferentes clases de receptores nerviosos que se encargan de transformar los diferentes tipos de estímulos del exterior en información susceptible para ser interpretada por el cerebro. 
La piel se divide en tres capas: epidermis, que es la capa superficial, la dermis y la hipodermis que es la capa más profunda. La epidermis está constituida por tejido epitelial y en su estrato basal o germinativo encontramos la denominada melanina, que es el pigmento que da color a la piel, y la dermis por tejido conjuntivo. En esta capa encontramos los anexos cutáneos que son las glándulas sebáceas, las glándulas sudoríparas, el pelo y las uñas y la hipodermis formada por tejido conjuntivo adiposo. Debemos tener en cuenta que aunque principalmente el sentido del tacto se encuentra en la piel, también lo encontramos en las terminaciones nerviosas internas del organismo, pudiendo percibir los altos cambios de temperatura o el dolor. Por lo que es el más importante de los cinco sentidos permitiéndonos percibir los riesgos para nuestra salud tanto internos como externos. La parte que gobierna el tacto en el cerebro es el lóbulo parietal.
La función de la piel es vital para el organismo: llama la atención del sistema nervioso central sobre las heridas, quemaduras, picaduras y cualquier otra agresión mecánica, térmica o química que sufre el organismo. Sin este sistema de alarma, los organismos correrían el peligro de no darse cuenta de que están siendo atacados. Estos estímulos los captan receptores repartidos por la dermis y la epidermis, que generalmente están especializados en uno o varios tipos de sensaciones.

## Sentido químico
La quimiosensibilidad se presenta en todas las células, según los quimiorreceptores que  expresen y posean.

Los  órganos neurohemáticos circunventriculares (NHO/CVO), mediante el monitoreo (o sensoreamiento) de moléculas internas circulantes y la respuesta a ellas, mantienen la homeostasis corporal.
 
Las neuronas presentes dentro de los órganos sensoriales NHO/CVO, responden a las concentraciones de determinadas moléculas en la sangre, porque zonas en el tercer y cuarto ventrículo carecen de la barrera hematoencefálica habitual. 
Los NHO/CVO detectan los niveles plasmáticos de Na+ y la presión osmótica. Se ha demostrado que las neuronas responden a aumentos en los niveles de angiotensina II y Na+ en plasma y LCR. Los CVO también detectan hormonas circulantes como la colecistoquinina, la amilina y la grelina.

Las señales neuronales generadas por la acción hormonal en estos CVO sensoriales, se transmiten a varios sitios en la corteza cerebral para estimular o inhibir la sed o el hambre.
Para la sed, los sitios probables para enlaces sinápticos serían el núcleo preóptico medio y el núcleo paraventricular talámico y el hipotálamo lateral han sido identificados como vías desde el órgano subfornical (SFO) y órgano vasculoso de la lámina terminal (OVLT) hasta la corteza cerebral.